# Битка за Шкабрњу
Битка за Шкабрњу је била битка током рата у Хрватској која се одиграла од 18. до 19. новембра 1991. године. Водила се између Хрватске Војске  и Југословенске народне армије. Битка је завршена српском победом и преузимањем Шкабрње и Надина.

## Битка
Пешадијска јединица ЈНА која је бројала између 80 и 200 војника различитих националности уз подршку 9 оклопних транспортера и 3 тенка кренула је из правца Смилчића према Шкабрњи у 6 сати ујутру 18. новембра 1991. У намјери да се избегне оружана акција, командир тенковске чете поручник Мирослав Стефановић је испред села изашао из оклопног транспортера и позивао представнике хрватске власти на разговор. Умјесто разговора припадници ЗНГ су снајпером погодили поручника Стефановића, који је пао непосредно поред транспортера. Заједно са њим је погинуо и војник који му је прискочио у помоћ. Њихова погибија је изазвала велики гнев па дошло је до самоиницијативног ангажовања јединица против припадника ЗНГ.
У борбама је учествовала и јединица територијалне одбране из Бенковца, али под командом ЈНА. Обе стране располагале су са артиљеријом и минобацачима. Борбе су почеле артиљеријским нападом на Надин и Шкабрњу из правца села Биљане и Лишане, који је трајао неколико сати. Док је трајао артиљеријски напад, према Шкабрњи су се кретале јединице ЈНА И ТО и то из два правца: Биљана и Земуника Горњег. У борбама су најпре погинули поменути поручник и војник ЈНА, који су напустили оклопни транспортер. Хрватске снаге пуцале су на јединице ЈНА, између осталог и из неких кућа у Шкабрњи, а такође су испаљивали ракете на колону ЈНА из правца Ражовљеве Главице. ЈНА је користила хеликоптере како би распоредила снаге у близини Шкабрње, док су авиони ЈНА у нападу користили и касетне бомбе. Током борби за Шкабрњу цивили су побегли на југ према околним хрватским насељима. Јединице ЈНА И ТО помогле су делу цивила да се евакуишу на територију под контролом хрватских снага. До 14 сати пола Шкабрње је већ било под контролом ЈНА. Борбе су трајале до мрака и до тада су погинула два војника ЈНА и 15 хрватских војника, док је неколико војника ЈНА рањено. Преостале хрватске снаге напустиле су Шкабрњу у 5 сати ујутро 19. новембра 1991.